# Río Madidi
Le río Madidi est un fleuve bolivien appartenant au bassin du fleuve Amazone, qui fait partie du bassin supérieur du río Beni. D'une longueur de 350 km, bien qu'avec ses sources, il atteigne 595 km, il est l'un des plus longs cours d'eau entièrement situés dans le pays. Il traverse le département de La Paz et est le principal cours d'eau du parc national Madidi, un grand parc de 18 957,4 km2 créé en 1995.

## Géographie
Le río Madidi prend sa source à environ 1 000 m d'altitude, au pied de la cordillère des Andes, dans la partie centrale du département de La Paz (14° 00′ 57″ S, 68° 16′ 13″ O
). Dans son cours supérieur, il traverse le parc national Madidi et s'écoule vers le nord-est, longeant les collines de Bala (jusqu'à 13° 34′ 28″ S, 68° 46′ 58″ O
) où il bifurque vers le nord-ouest et quitte le parc. Il pénètre dans la vaste plaine de Beni, où son cours se caractérise par des méandres importants, laissant des bras abandonnés qui sont aujourd'hui de petites lagunes tout au long de son parcours. Il se jette dans le río Beni sur sa rive gauche (12° 33′ 50″ S, 66° 57′ 53″ O
).
Ses principaux affluents, sur la rive droite, sont le río Claro (appelée « río Candelaria » par les locaux) et le río Undumo. Sur la rive gauche, on trouve le río Inambare.